# Hạt cơ bản (tiểu thuyết)
Hạt cơ bản (tiếng Pháp: Les Particules elementaires) là một tiểu thuyết của tác giả Michel Houellebecq, được Flammarion xuất bản tại Pháp năm 1998. Tác phẩm nhận Giải thưởng tháng Mười một (một giải thưởng văn học đề xuất để chống lại Giải Goncourt vốn bị cho là hàn lâm) trong năm đó và được tuần báo Lire bình chọn là "cuốn sách hay nhất của năm".

## Tóm tắt
Cốt truyện gồm 3 phần, xảy ra giữa các mốc 1 tháng 9 năm 1998 và 27 tháng 3 năm 2009, nhưng bao quát một chiều kích lịch sử lớn hơn, kể lại câu chuyện hư cấu về hai anh em cùng mẹ khác cha, Bruno Clément và Michel Djerzinski. Bruno và Michel, sinh vào cuối thập niên 1950, mà những xáo trộn của đời sống, những thiên tư khác nhau đã đẩy họ vào những đường hướng rất khác nhau.
Janine, mẹ của hai người là một phụ nữ rất đẹp và thông minh, người lao vào các trào lưu sống buông thả ở Pháp nửa đầu thế kỷ 20 trước khi gia nhập một nhóm của phong trào New Age. Janine có hai người chồng, người thứ nhất là một bác sĩ tiên phong trong ngành phẫu thuật thẩm mĩ Pháp, Serge Clément, hai người đã bỏ nhau và để Bruno cho bà ngoại nuôi. Người thứ hai là Marc Djerzinski, một nhà làm phim phóng sự xuất sắc có khuynh hướng cô độc, người mất tích ở Tây Tạng. Michel, con của họ, được Marc đưa về nhà bà nội nuôi từ nhỏ do Janine không quan tâm.
Bruno lớn lên trong một môi trường đầy mặc cảm từ thiếu thời, khi cậu bị những đứa trẻ lớn hơn bắt nạt và hạ nhục. Điều này kéo dài đến tuổi thiếu niên, tích lũy những ức chế về tình dục. Trong khi đó, Michel sớm tỏ ra là một thần đồng cô độc, người mà tình bạn thiếu thời duy nhất là Annabelle, một cô gái vô cùng xinh đẹp. Ở trung học, ba người trở thành một đôi bạn thân. Anabelle yêu và chờ đợi Michel ngỏ tình nhưng chàng trai nhiều ẩn ức không thể, và nhìn Annabelle rời xa anh.
Michel trở thành một sinh viên xuất sắc của Đại học Paris XI, theo đuổi vật lý lượng tử và từng tham gia vào nhóm của nhà vật lý Alain Aspect. Không còn Anabelle, người bà mất vì tuổi già, anh trở nên càng cô độc hơn. Giám đốc Viện sinh học phân tử của CNRS Desplechin tìm đến Michel khi anh đang làm nghiên cứu sinh và mời anh tham gia vào dự án của ông, với triển vọng xây dựng một nền sinh học lượng tử thực sự. Bruno trong khi đó cũng lấy bằng thạc sĩ văn học và giảng dạy ở một trường trung học. Anh lấy một người vợ cũng là giáo viên, nhưng họ không hạnh phúc và ly thân, và anh luôn bị những ham muốn tình dục ám ảnh. Hai anh em, tuy cùng cô độc nhưng rất khác nhau, thỉnh thoảng gặp nhau trò chuyện.
Michel trở thành một nhà nghiên cứu xuất sắc ở CNRS, tuy nhiên những bài toán lớn của anh về sự sống vẫn chưa được giải đáp. Trong một thời gian, anh được kéo lại đời sống hàng ngày với mối tình đầu tiên và duy nhất với Anabelle, người gặp lại anh sau khi trải qua một đời sống trụy lạc mà cuối cùng cô cảm thấy không thể chịu đựng nổi. Cùng thời gian, Bruno trong cảnh gần như tuyệt vọng vẫn tìm cách bám vào những thỏa mãn ngắn ngủi, và bắt đầu viết văn, làm thơ; và một ngày gặp gỡ Christiane, một người nhạy cảm hiểu được anh. Cả Anabelle và Christiane đều chết: Anabelle bị ung thư tử cung và tự tử, Christiane chết trong một lần quan hệ ở hộp đêm. Bruno hóa điên và sống trong trại tâm thần; còn Michel mất mối liên hệ cuối cùng với thế giới và xin từ chức ở CNRS.
Được Desplechin, một người vẫn còn ham muốn hiểu biết nhưng tự thấy quá già để nghiên cứu, hậu thuẫn, Michel Djerzinski nhận được một vị trí ở viện sinh học phân tử ở Đại học Quốc gia Ireland nơi có siêu máy tính Cray và được làm việc hoàn toàn độc lập. Anh hoàn thành các công trình của mình, và một ngày năm 2009 mất tích mà có thể là đã nhảy xuống biển Đại Tây Dương tự tử.
Các bài báo của Michel sau khi được công bố trên tờ Nature đã gây một cú sốc khổng lồ cho giới khoa học toàn thế giới. Michel Djerzinski chứng minh rằng DNA có thể được sắp xếp lại theo những hình thái nhất định để tạo ra một giống người hoàn hảo có thể tái tạo bằng nhân bản vô tính mà không bị khiếm khuyết hay lão hóa, cân bằng về tinh thần và bất tử. Sinh sản bị loại bỏ, nhưng khoái cảm tình dục được duy trì và phát triển ở mức độ cao. Những ý tưởng này được hiện thực trong một chương trình "Phong trào Con người Tiềm năng" do một nhà khoa học trẻ và là người hâm mộ Djerzinski tên là Hubczejak. Năm 2029 con người mới đầu tiên được tạo ra, và dần dần thay thế con người một cách hòa bình. Đến thời điểm được cho là "hiện tại" của cuốn sách giả tưởng này, tức khoảng gần cuối thế kỷ 21, giống người mới đã hiện hữu trên phần lớn mặt đất và ghi chép lại câu chuyện.

## Chủ đề
Chủ đề chính của Hạt cơ bản là sự cô đơn của con người trong xã hội phương Tây hiện đại. Các phong trào giải phóng tình dục và đề cao tự cá nhân, chủ nghĩa tiêu dùng và sự đổ vỡ một loạt giá trị cũ đã đẩy những con người, dù ở giai tầng nào, vào chỗ bế tắc, biệt lập như những hạt cơ bản với những người khác. Không chỉ phê phán gay gắt xã hội mà Houllebecq còn tìm cách đưa ra hướng giải quyết cho xã hội bằng cách bám lấy sự chắc chắn lý tính và khoa học. Ông cũng đề cao thuyết vĩ nhân. Nhân vật Desplechin trong tiểu thuyết phát biểu: "Chúng ta có thể tưởng tượng ra một câu chuyện ngụ ngôn trong đó một nhóm người nhỏ - tối đa vài trăm người trên mặt đất - chịu khó đi theo một hoạt động rất khó, rất trừu tượng, hoàn toàn không hiểu được với người khác; họ không biết đến quyền lực, tiền bạc, tiếng tăm; thậm chí không ai có khả năng hiểu được các khoải cảm mà công việc nhỏ bé của họ gây cho họ. Tuy nhiên họ là sức mạnh quan trọng nhất của thế giới, và điều đó có lý do rất đơn giản, nhỏ bé: họ nắm trong tay chìa khóa của sự chắc chắn lý tính."

## Yếu tố tự thuật
Hạt cơ bản vay mượn nhiều chi tiết từ chính cuộc đời của tác giả Michel Houllebecq. Giống như Michel Djerzinski và Bruno, ông cũng có một người mẹ là bác sĩ mang họ Cecaldi và do trục trặc gia đình, sống với bà từ nhỏ rồi học ở trường trung học Meaux. Giống như Michel, ông học xuất sắc ở phổ thông và vào học một grande école ở Paris. Cũng như Bruno, ông bắt đầu làm thơ và viết văn trong thời kỳ trầm uất khi ly dị với vợ,... Bà Lucie Cecaldi, mẹ của nhà văn, đã phê phán kịch liệt chân dung của mình được khắc họa trong tiểu thuyết, đã viết một cuốn sách mang tên "Người vô tội" năm 2004 để lên án con trai mình.

## Đón nhận
Bên cạnh giọng văn vừa hài hước vừa lạnh lùng, cốt truyện linh hoạt, Hạt cơ bản còn chứa đựng những mô tả chi tiết về các hành vi tình dục cùng những ngôn từ cực đoan, có phần phân biệt chủng tộc khiến cho tác phẩm khi xuất bản đã gây nên một cơn sốt hiếm có ở Pháp. Trong khi sách bán rất chạy và tác giả trở thành đối tượng của các cuộc phỏng vấn, phản ứng của phần lớn các nhà phê bình là tiêu cực. Điều đó giải thích việc Houellebecq trượt giải Goncourt năm 1998 (ông chỉ nhận được giải này năm 2010 với một tác phẩm ít nổi bật hơn). Sách được dịch ra nhiều thứ tiếng khác (Tựa đề tiếng Anh là "Atomised", nghĩa là "Biến thành nguyên tử") và trên thế giới các bình luận tích cực hơn nhiều, đưa tác giả trở nên được biết đến rộng rãi. Các đánh giá thường rất khác nhau, từ chỉ trích thậm tệ (nhất là những chi tiết bị coi là khiêu dâm) tới ca ngợi hết mực; tuy nhiên phần lớn thừa nhận đây là một tác phẩm hiếm có đề cập tới vấn đề cốt yếu của nhân loại. Nhà văn Julian Barnes gọi đây là "một tiểu thuyết săn thú lớn trong khi những cuốn khác chỉ nhắm bắn bọn thỏ". Adrian Tahourdin từ cuốn "Roi des Aulnes" (1970) của Michel Tournier văn học Pháp mới có một tác phẩm giàu ý tưởng như vậy
Tuy trượt giải Goncourt, Hạt cơ bản đã đạt giải Tháng Mười một năm 1998, bản dịch tiếng Anh đạt Giải thưởng Văn học Quốc tế IMPAC Dublin. Nó cũng được chuyển thể thành phim năm 2006 bởi đạo diễn người Đức Oskar Roehler. Roehler có viết lại kịch bản với nhiều chi tiết sửa đổi, chẳng hạn cho nhân vật chính Michel nhận được giải Nobel (trong truyện, Michel được đề cử nhưng không trúng). Phim giành giải Gấu Bạc tại Liên hoan phim Berlin năm 2006.